# Stictoptera mimica
Stictoptera mimica är en fjärilsart som beskrevs av W. Warren 1914. Stictoptera mimica ingår i släktet Stictoptera och familjen nattflyn. Inga underarter finns listade i Catalogue of Life.